# Ishinosuke Uwano
Ishinosuke Uwano (japonés: 上野 石之助, octubre de 1922-2013) fue un exsoldado del Ejército Imperial Japonés que saltó a la fama en abril de 2006 después de haber sido descubierto viviendo en Ucrania seis décadas después del fin de la Segunda Guerra Mundial. Uwano fue considerado muerto en las bases de datos japonesas.
Uwano estaba sirviendo en el lado japonés de la Isla de Sajalín al término de la guerra, y estuvo en contacto con su familia hasta 1958. Posteriormente se casó con una ucraniana y se estableció en Kiev, donde tuvo tres hijos. Sin embargo, la falta de contacto llevó a su familia a declararlo legalmente muerto en 2000. Como consecuencia, cuando volvió a Japón a visitar a su familia el 2006, tuvo que entrar a su país con su pasaporte ucraniano.